# Wjatskije Poljany
Wjatskije Poljany (russisch Вятские Поляны) ist eine Stadt in der Oblast Kirow (Russland) mit 35.162 Einwohnern (Stand 14. Oktober 2010).

## Geografie
Die Stadt liegt etwa 280 km südöstlich der Oblasthauptstadt Kirow an der Wjatka, einem rechten Nebenfluss der Kama.
Wjatskije Poljany ist als Stadtkreis der Oblast administrativ direkt unterstellt und zugleich Verwaltungszentrum des gleichnamigen Rajons.

## Geschichte
Bereits in der Mitte des 16. Jahrhunderts existierte an Stelle der heutigen Stadt das udmurtische Dorf Oschtorma-Bodnja. Das russische Dorf Wjatskije Poljany (russisch für Wjatka-Lichtungen) entstand um das 1596 gegründete russisch-orthodoxe Roschdestwenski-Kloster, welches bis 1764 existierte.
1938 erhielt der Ort den Status einer Siedlung städtischen Typs und 1942 Stadtrecht.

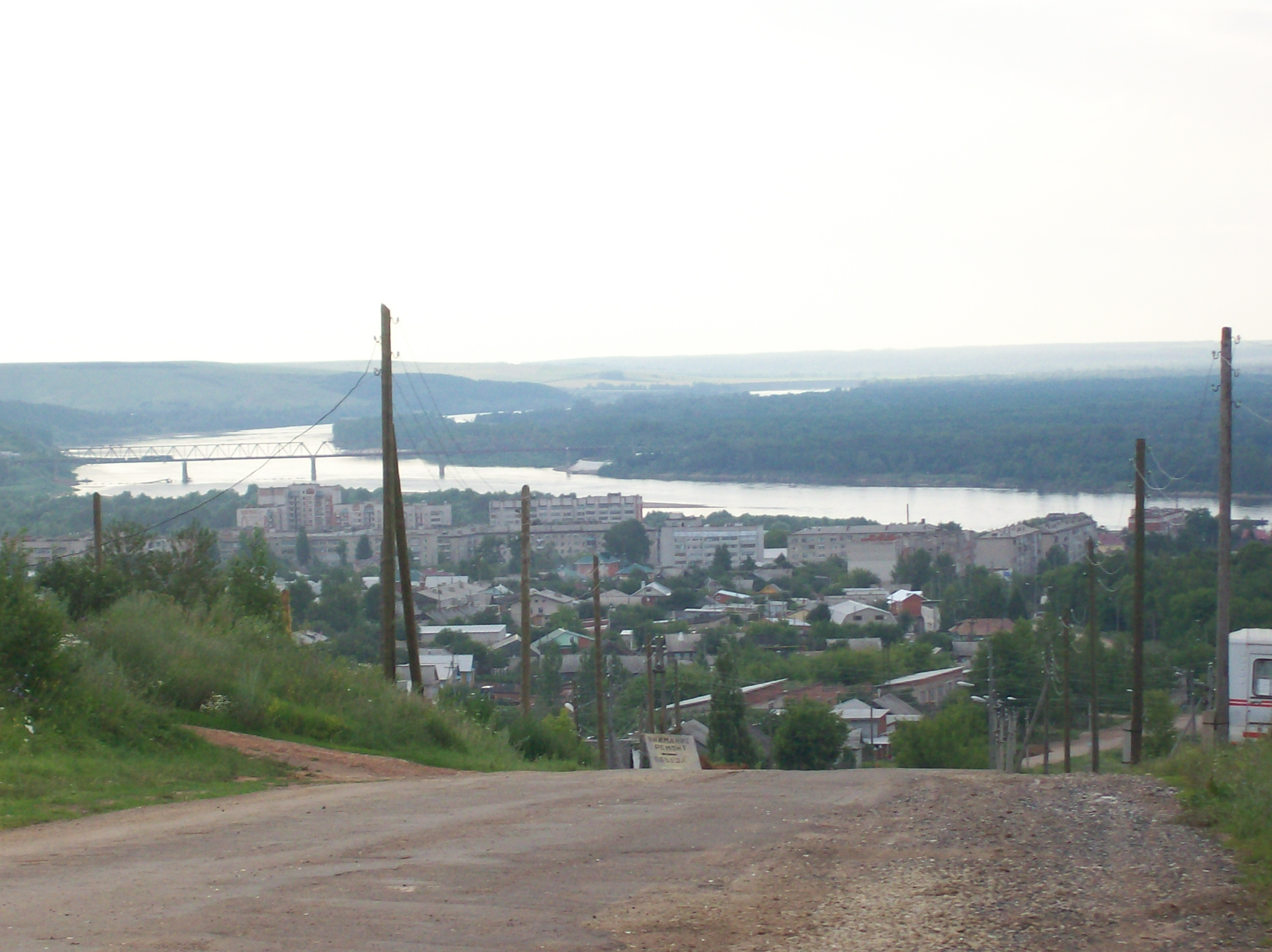
Blick auf die Stadt
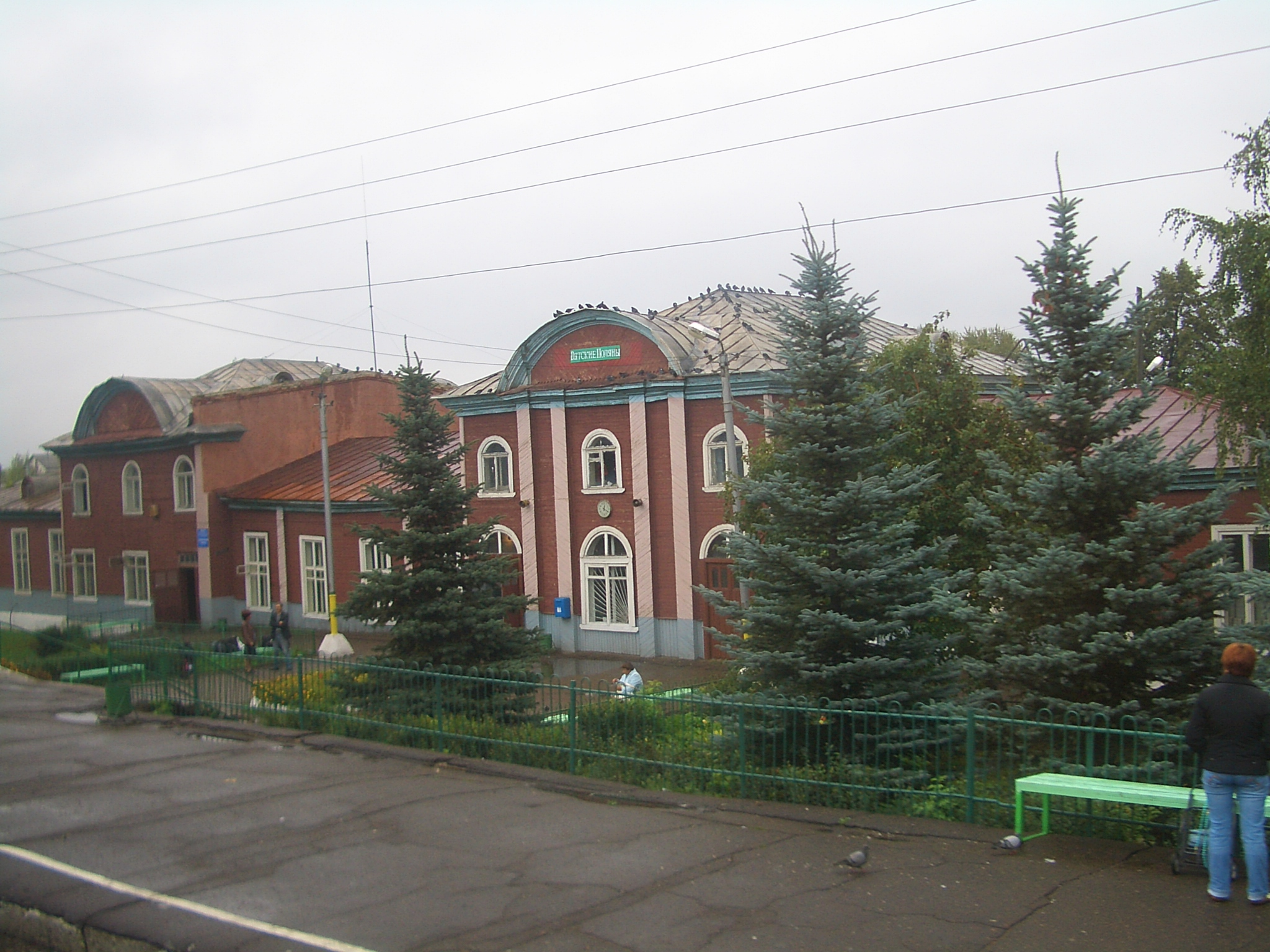
Bahnhof Wjatskije Poljany

### Bevölkerungsentwicklung
| Jahr | Einwohner |
| ---- | --------- |
| 1939 | 10.624    |
| 1959 | 25.717    |
| 1970 | 32.729    |
| 1979 | 37.624    |
| 1989 | 44.513    |
| 2002 | 40.282    |
| 2010 | 35.162    |

Anmerkung: Volkszählungsdaten

## Söhne und Töchter der Stadt
- Igor Reschetnikow (* 1975), russischer Fußballspieler[2][3]
- Jekaterina Pantjuchina (* 1993), russische Fußballspielerin